# St. Ägidius (Grub am Forst)

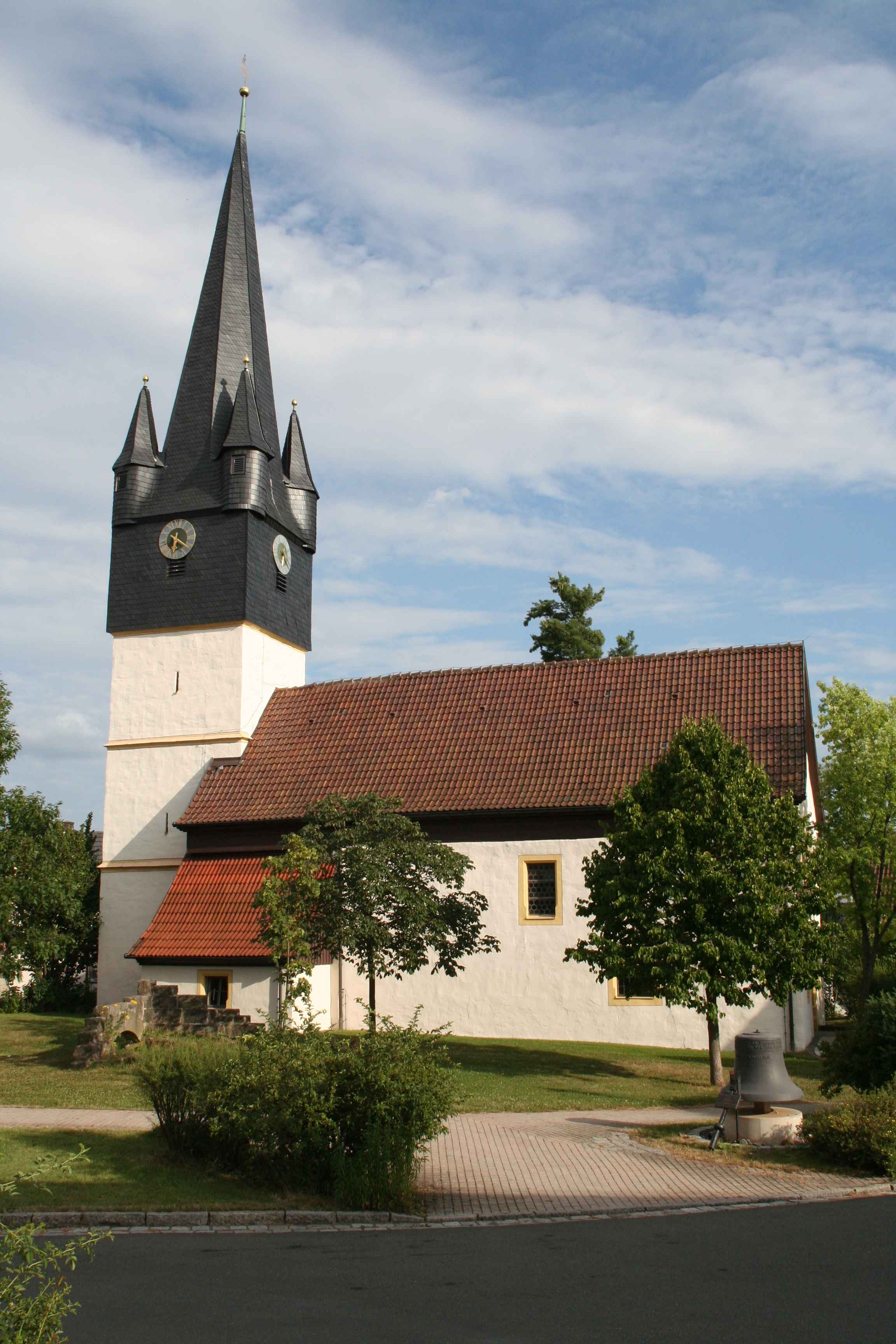
St. Ägidius in Grub am Forst

Die evangelisch-lutherische Pfarrkirche St. Ägidius im oberfränkischen Grub am Forst im Landkreis Coburg stammt im Kern aus dem 13. Jahrhundert.

## Geschichte
Die Anfänge der heutigen Kirche gehen auf das 13. Jahrhundert zurück. 1323 wurde in einer Schlichtungsurkunde des Klosters Langheim erstmals eine Kirche in Grub erwähnt. Die Herren von Grub hatten sich mit dem Kloster Sonnefeld um Landbesitz gestritten. Ursprünglich war es eine Filialkirche von Altenbanz. Wohl in der Mitte des 15. Jahrhunderts wurde Grub eine selbständige Pfarrei. Eine Ägidiuskirche in Grub wurde erstmals 1496 erwähnt. Die erste protestantische kursächsische Kirchenvisitation fand 1528/29 statt. Damals wurde das Dorf Roth am Forst eingepfarrt und die Gemeinde Niederfüllbach zugewiesen, bis diese selbst 1546 Pfarrei wurde. Im Jahr 1525 entstand das heutige Langhaus, im Jahr 1657 der Turmaufbau mit einem dritten Geschoss und einem Spitzhelm. 1680 folgte der Einbau von zweigeschossigen Emporen, die 1730 einen äußeren Aufgang erhielten. Im 18. und 19. Jahrhundert ließ die Kirchgemeinde zusätzliche Fensteröffnungen in den Außenwänden herstellen. 1935 wurden die ersten Buntglasfenster eingebaut, denen 2004 zwei weitere folgten. Im Rahmen einer Außenrenovierung wurde 1980/81 die Sakristei verlegt und die Kirche verputzt.

## Baubeschreibung

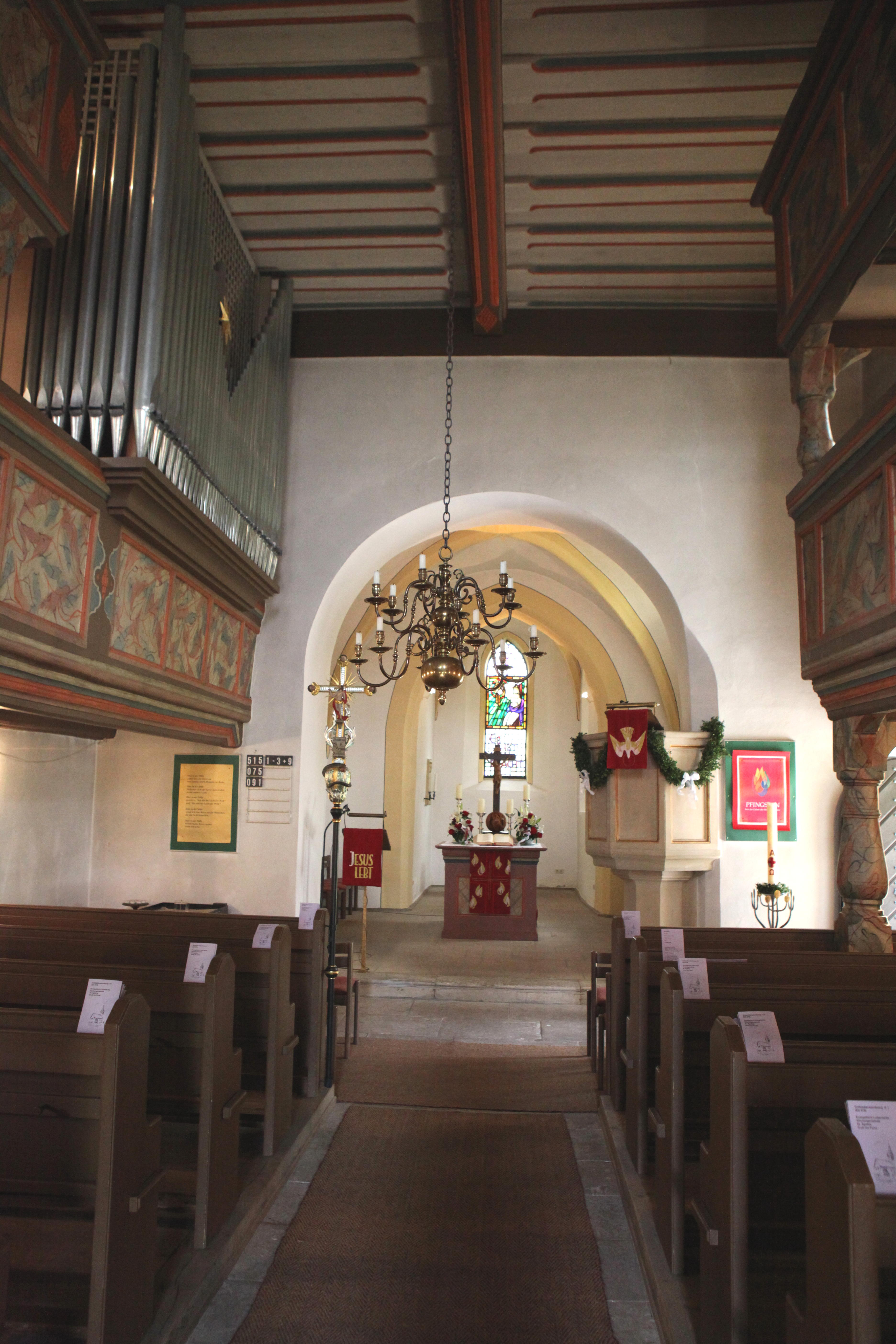
Innenraum

Die Chorturmkirche steht das Ortsbild prägend an einem Hang oberhalb von Grub am Forst. Markant ist der Kirchturm, der sich über dem östlichen Chorraum erhebt, gefolgt von zwei Geschossen mit Fensterschlitzen und als Abschluss von einem verschieferten Fachwerkgeschoss mit einem Achteckhelm zwischen vier Scharwachttürmchen. Die Turmuhr hat auf allen vier Seiten Ziffernblätter mit je 148 Zentimeter Durchmesser. Der Doppelchor geht auf die Reste der Vorgängerkirche zurück. Der hintere Chorraum unter dem Turm mit dem Taufstein ist 3,3 Meter lang und 2,7 Meter breit und war ursprünglich der Altarraum. Er hat in der Ost- und der Südwand je ein mittelgroßes spitzbogiges Fenster. Der mittlere Chorraum, heute Altarraum, mit 4,1 Metern Länge und 5,3 Metern Breite, war das Kirchenschiff. Kreuzgewölbe überspannen die beiden Räume mit einem spitzbogigen Triumphbogen dazwischen. Ein rundbogiger Triumphbogen verbindet den Altarraum mit dem Langhaus.
Das Langhaus ist 11,8 Meter lang und 6,9 Meter breit. Die Südseite hat oben zwei größere, profilierte rechteckige und unten zwei kleinere rechteckige Fenster sowie eine spitzbogige Tür. Die Nordseite besitzt zwei kleinere rechteckige Fenster in verschiedenen Stellungen. Der Westgiebel ist durch vier rechteckige Fenster, zwei größere oben und zwei kleinere unten, sowie das spitzbogige Eingangsportal gekennzeichnet. Der Innenraum des Kirchenschiffs hat zweigeschossige hölzerne Emporen auf Holzsäulen mit vertäfelten Brüstungen an den Längswänden und eine eingeschossige ehemalige Orgelempore an der Westwand. Eine Holzdecke mit einem teilenden Längsbalken und einer Reihe von etwas profilierten Querbalken überspannt den Innenraum.

## Ausstattung
Das Vortragekreuz, das bei Beerdigungen verwendet wird, zeigt auf der einen Seite Christus am Kreuz und auf der anderen Seite Christus als Auferstandenen.
Das Ostfenster im Chor zeigt Christus am Kreuz. Auf den zwei neuen Buntglasfenstern im Westgiebel ist die Legende des heiligen Ägidius dargestellt. Der Entwurf stammt von der Künstlerin Schwester Christamaria Schröter von der Christusbruderschaft Selbitz.

## Orgel
Die erste Orgel wurde 1703 durch eine größere, gebrauchte, mit fünf Registern ersetzt. 1734 folgte als Ersatz die alte Orgel von Watzendorf mit einem Manual und Pedal und acht Registern. 1783 erneuerte der Neustadter Orgelbauer Johann Andreas Hofmann das Instrument und baute zwei zusätzliche Register ein. Eine Reparatur der Bälge ist für 1875 belegt. 1924 stellte die Lichtenfelser Orgelbaufirma Dietmann ein neues Instrument mit neun Registern auf zwei Manualen und Pedal im alten Gehäuse auf. Im Jahr 1955 folgte die aktuelle Orgel der Orgelbaufirma Steinmeyer aus Oettingen mit dreizehn Registern auf zwei Manualen und Pedal auf der westlichen Orgelempore. Das Instrument hat einen modernen, v-förmig offenen Pfeifenprospekt mit einem Zimbelstern. Zur Schiffseite ist der Prospekt um die Ecke geführt. Im Jahr 2004 wurde die Orgel für den Einbau der neuen Buntglasfenster im Westgiebel seitlich auf die nördliche, untere Empore versetzt. Der Spieltisch blieb auf der Westempore.

## Glocken
Anfang des 20. Jahrhunderts hingen im Kirchturm zwei Glocken von 1876 bzw. 1884. Diese wurden 1919 von Stahlgussglocken, bei Schilling und Lattermann in Apolda hergestellt, ersetzt. Die Anschaffung der großen Glocke mit 750 Kilogramm Masse und 122 Zentimeter Durchmesser ermöglichte eine Spende des Zaren Ferdinand I., der in Coburg im Exil lebte. Im Jahr 2000 folgten vier neue Bronzeglocken. Das Geläut besteht seitdem aus der Totenglocke (Schlagton f) mit der Aufschrift „Ich stimme ein in eure Klagen“, die auch die Stundenzahl schlägt, der Vaterunser-Glocke (Schlagton as) mit der Aufschrift „Wer Gott vertraut, muss nicht verzagen“, der Dankesglocke (Schlagton c’) mit der Aufschrift „Zum Dank ruf ich an frohen Tagen“, die alle Viertelstunde schlägt, und der Taufglocke (Schlagton es) mit der Aufschrift „Christus spricht: Kommt her zu mir, ich will euch tragen“.

## Pfarrei
Zum Kirchsprengel gehören neben Grub am Forst und Roth am Forst die Orte Zeickhorn, Buscheller und Forsthub. Von 1895 bis 1907 war der spätere Generalsuperintendent Georg Kükenthal Pfarrer in Grub am Forst.